# Alonso de Ojeda
Alonso de Ojeda, a volte trascritto come Alonso de Hojeda (Cuenca, 1468 circa – Santo Domingo, 1515), è stato un esploratore, navigatore e governatore coloniale spagnolo.
È stato il primo navigatore a esplorare e cartografare le coste della Guyana, del Venezuela, di Trinidad e Tobago, e a scoprire le isole di Curaçao, Aruba e la parte caraibica della Colombia.
È famoso per avere battezzato con il nome "Veneciola" poi negli anni diventato Venezuela la regione che aveva esplorato nei suoi primi due viaggi e per la scoperta del lago di Maracaibo (una delle prime esplorazioni europee dell'interno del continente americano).

## Biografia
Apparteneva a una distinta famiglia della marca di Onia. Durante la sua giovinezza prestò servizio come paggio del duca di Medinaceli ed era un protetto del vescovo di Burgos, che in seguito sarebbe divenuto "Patriarca delle Indie" Juan Rodríguez de Fonseca.
Nel 1493, grazie a Rodríguez de Fonseca, si imbarcò insieme a Cristoforo Colombo nel suo secondo viaggio verso l'America, arrivando all'isola di Hispaniola. Nel gennaio del 1494, Colombo lo incaricò di cercare alcuni elementi dell'equipaggio che si erano persi nel territorio dell'isola. Riuscì ad addentrarsi nella regione di fitte foreste dello Ciabao con soltanto quindici uomini, dominio dell'agguerrito cacicco caribe chiamato Caonabó, che era diventato un interlocutore dello stesso Cristoforo Colombo.
Alonso de Ojeda riuscì a ingannare il cacique Caonabò con uno stratagemma: mettendogli delle manette in oro massiccio, che poi collegarono a catene, umiliando e sconfiggendo così il cacicco, che era stato convinto dal racconto che fossero gioielli del più alto ordine regale. Successivamente partecipa alla Batalla de la Vega Real, nella quale, sotto il comando di Alonso De Ojeda, gli spagnoli sconfissero gli indigeni. Questa battaglia avrebbe visto opporsi circa 10 000 indiani (secondo il frate spagnolo Bartolomé de las Casas) contro soltanto 400 spagnoli, anche se è assai probabile che queste cifre siano state molto esagerate. In seguito, nel 1496, tornò in Spagna.

### Primo viaggio in Venezuela

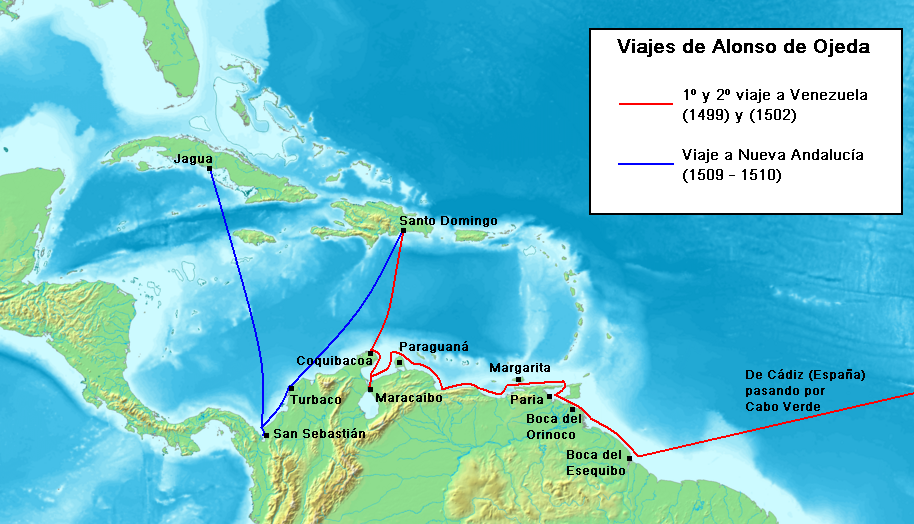
Viaggi di Alonso de Ojeda

Di ritorno in Spagna, si riunì con i Re cattolici e firmò un contratto di "capitolazione" che lo nominava "caudillo" con uomini e risorse proprie, e un mandato di esplorazione e governo, il tutto senza chiedere alcun parere né consenso a Cristoforo Colombo, e successivamente partì in spedizione il 18 maggio del 1499, assieme al pilota e cartografo Juan de la Cosa e il navigante italiano Amerigo Vespucci. Si può rilevare che questo è stato il primo della serie di "viaggi minori" o "viaggi andalusi" che sarebbero stati intrapresi verso il Nuovo Mondo.

### Secondo viaggio in Venezuela
De Ojeda decise di organizzare una nuova esplorazione e firmò un nuovo capitolo di intenti, concessione di titoli, diritti, doveri e ricompense (la capitulación) con i re di Spagna il giorno 8 giugno del 1501. Venne nominato governatore di Coquibacoa, come ricompensa per i risultati ottenuti nel suo primo viaggio, e ottenne il diritto di fondare una colonia in quel territorio, anche se venne diffidato dall'esplorare la regione di Paria. In questa occasione si associò con i mercanti sivigliani Juan de Vergara e García de Campos, che poterono noleggiare quattro caravelle.

### Terzo viaggio nella Nuova Andalusia
Una volta riconquistata la libertà, impoverito, rimase nell'isola di Hispaniola per quattro anni, quasi disoccupato, fino al 1508 quando apprese che il re Ferdinando il Cattolico aveva bandito un concorso per l'esplorazione, colonizzazione e governo della "Tierra Firme", che comprendeva le terre tra il capo Gracias a Dios (ubicato tra gli odierni Honduras e Nicaragua) e il capo della Vela (in Colombia).
Juan de la Cosa effettuò un viaggio in Spagna per presentarsi in vece di Alonso De Ojeda, anche se allo stesso concorso si presentò pure Diego de Nicuesa, che era un rivale di De Ojeda, bramoso di terre da colonizzare. Siccome entrambi i candidati godevano di buona fama e avevano amici nelle corti, la Corona preferì dividere la regione in due "gobernaciones": Veragua a ovest e Nuova Andalusia a est, con limiti fissati nel Golfo di Urabá; così Ojeda riceveva la Provincia de Nueva Andalucía y Urabá e Nicuesa riceveva il governatorato di Veragua. Questo accordo venne firmato il 6 giugno 1508.

### Gli ultimi anni
Dopo il fallimento nel suo viaggio a Nueva Andalucía, De Ojeda non tornerà a dirigere nessun'altra spedizione e dovrà rinunciare al suo incarico di governatore. Passa gli ultimi cinque anni di vita a Santo Domingo, in depressione. Si ritira nel "Monasterio de San Francisco", dove muore nel 1515. La sua ultima volontà è stata quella di essere sepolto sotto la porta maggiore del monastero, in modo che la sua tomba fosse calpestata da tutti quelli che entravano all'edificio, come espiazione per gli errori commessi in vita.
Durante la guerra civile del 1965 nella Repubblica Dominicana, la tomba di De Ojeda sparisce dal monastero, senza che sia noto il suo destino.
Lo scrittore spagnolo Vicente Blasco Ibáñez nel romanzo El caballero de la Virgen (1929), ha scritto una pseudoautobiografia postuma della vita dell'esploratore.

## Fonti
- Francisco López de Gómara, Medina del Campo. Historia General de las Indias, 1555, Zaragoza.
- Enciclopedia Ilustrada Cumbre - Volume 10. Pagina 231/32, 1993, México: Editorial Hachette Latinoamérica, S.A. de C.V. ISBN 970-611-125-5.